# デソモルヒネ
デソモルヒネ（Desomorphine, ジヒドロデオキシモルヒネ、Dihydrodesoxymorphine, Permonid）はオピオイド系の合成麻薬であり、1932年にロシュ社が開発した鎮痛剤の一種。他のオピオイド系薬物より即効性があり、吐き気を催すことも少ない。非常に強力な鎮痛及び鎮静作用をもつ薬物であり、それはモルヒネの8倍から10倍とされる。日本においては「麻薬及び向精神薬取締法」で定められた麻薬として指定されている。スイスでは「ペルモイド」という名称で販売されていた。
また、入手が比較的容易な鎮痛剤であるコデインを材料にした粗悪な合成デソモルヒネ、通称クロコダイル（ロシア語: крокодил、クラカヂール）がロシアをはじめとする北中欧の貧困層に出回っており、強力な依存と、極めて凄惨な副作用を伴うにもかかわらず、中毒患者が年々増加して深刻な社会問題となっている。

## クロコダイル
ロシアでは1998年にデソモルヒネが違法な鎮静薬に指定されている。しかし2010年頃から密造された粗悪なデソモルヒネの蔓延が問題になりはじめている。ロシアではコデインを含む鎮静薬が2012年6月まで処方箋なしで購入可能であり、使用者は100万人を超えていたと推定されている。
わずか100ルーブル程度(数百円)のコデインを含む市販のせき止め薬を材料として、素人でも自宅で簡単に合成できる製造方法がインターネット上で広まったことが蔓延の原因として挙げられている。コデイン、ヨウ素、リンから密造されることは、プソイドエフェドリンからメタンフェタミンを密造する過程に似ているが、密造されたデソモルヒネはさらにガソリンを使用するなど劣悪な環境で製造されるため、毒物及び腐食性がある不純物を含んでいる。
ロシアでは密造されたデソモルヒネは「クラカジール（クロコダイル）」と呼ばれているが、これは乱用で皮膚がびらんして黒や緑に変色し、ワニの皮のような外観を示すことからその名前が付いたとも言う。「クラカジール」を常習的に使用すると、注射部位の血管が破壊され、血流が停止して周囲の筋肉・細胞組織の壊死をもたらす。長期に使用すれば注射していた部位の壊疽を引き起こして骨が露出し、凄惨な症状を示すため「flesh eater drug(生身を喰いあらす薬物)」、「cannibal drug（人食い薬物）」の異名を持つ。高確率で死亡にいたる致命的な結果を招き、常習者の平均余命は2-3年を下回るといい、回復しても四肢の切断など、重大な後遺症をもたらす。
密造デソモルヒネの乱用は、2002年にシベリア東部で報告されたが、以来ロシアと旧ソビエト連邦地域で汚染が広がっている。2011年10月には、「クラカジール」の乱用がドイツにも広がっていることが判明し、いくつかの報道機関によると、すでに多くの死者が出ているとの主張もある。

コデインからのデソモルヒネ合成法